# 顶部驱动系统
顶部驱动(顶驱)是钻机上一种机械设备，位于大钩之下，为钻柱提供顺时针转动力矩，以进行钻进过程。它可以用于替代转盘和方钻杆，减少接单根次数，提高钻井效率。